# Luzula longiflora
Luzula longiflora là một loài thực vật có hoa trong họ Juncaceae. Loài này được Benth. mô tả khoa học đầu tiên năm 1878.